# Nacho Baltasar
Nacho Baltasar Sumers (Palma de Mallorca, 1 de septiembre de 2004) es un deportista español que compite en vela en la clase iQFoil.
Ganó una medalla de bronce en el Campeonato Mundial Juvenil de Vela de 2022. Participó en los Juegos Olímpicos de París 2024, ocupando el undécimo lugar en la clase de iQFoil.